# Gerda von Rüxleben
Gerda von Rüxleben (* 6. Oktober 1921 in Magdeburg als Gerda Katharina Wilhelmina Arnold) ist eine ehemalige deutsche Schauspielerin, Dialogbuchautorin und Synchronregisseurin.

## Leben
Gerda Arnold besuchte die Reimannschule und die Musikhochschule in Berlin. Ab 1941 arbeitete sie als Schauspielerin am Schauspielhaus in Potsdam und am Landestheater der Mark Brandenburg, welches parallel als Ensemblehaus mit Abstechergastspielen und Fremdgastspielen von namhafteren Künstlern und so als Gastspieltheater fungierte, Stammsitz von 1937 bis 1944 am Theater Luckenwalde.
Seit den 1950er Jahren war sie jedoch vor allem als Dialogbuchautorin tätig. Zwei Jahre lang fungierte sie zudem als Leiterin der Synchronabteilung des NDR in Hamburg. In dieser Funktion überwachte sie die Vergabe von Synchronaufträgen an verschiedene Synchronstudios sowie als eine Art Supervisorin im Auftrag der Geldgeber. Zudem arbeitete sie als Ansagerin im Rundfunk.
Zu den zahlreichen Produktionen, für die Gerda von Rüxleben die deutschen Dialogbücher verfasste, zählen Laurel & Hardy-Komödien wie Rache ist süß, Western wie Ringo, verschiedene Produktionen der Carry-On-Filmreihe wie In der Wüste fließt kein Wasser, Unser Torpedo kommt zurück, Agenten auf dem Pulverfaß und ’ne abgetakelte Fregatte sowie Fernsehserien wie Weißes Haus, Hintereingang und Die Leute von der Shiloh Ranch.
Gerda von Rüxleben war mit dem deutschen Regisseur Hans-Alexander von Rüxleben (* 1920) verheiratet, Sohn der Karla Schmidt von Schmind und des Reserveoffiziers Günther von Rüxleben.